# De uaktuelle nyheder
De Uaktuelle Nyheder var et dansk satireprogram, der kørte i to sæsoner i 2002 på DR2, ledet af Mikael Bertelsen og Oliver Zahle. Programmet tog primært fat om ubetydelige nyheder, og forsøgte at blæse dem op til noget stort.
Programmet, som ifølge Mikael Bertelsen "går bag om nyhederne", blev en gang imellem afbrudt af zapning, tit med noget om ræve. Her kan nævnes en zapning, hvor man så TV 2s program Hvem vil være millionær, hvor der blev stillet spørgsmålet: Hvor gammel bliver en ræv?. Udover dette kom programmer fra Animal World (parodi på Animal Planet) ind, med Krokodillejægeren Steve (parodi på Steve Irwin), der blev spillet af Zahle, som var på jagt efter mennesker af forskellige arter.
Zahle var reporter ved store Choking News i De Uaktuelle Nyheder. Deriblandt var nyheden om bladene der faldt af træerne i Fælledparken, nyheden om det nye kammer i Keops-pyramiden og så videre.
Udover dette har Zahle også lavet diverse reklamer, som af og til, i modsætning til de rigtige nyhedsudsendelser, afbryder De uaktuelle nyheder. Blandt disse reklamer kan nævnes reklamen for fodsvamp.
I foråret 2018 blev programmet optaget i Dagbladet Informations humorkanon sammen med programmer som Casper & Mandrilaftalen og Den Korte Radioavis.
I 2002 modtog De uaktuelle nyheder TV Prisen i kategorien Årets Bedste TV-program samt Zulu Awardss i kategorien Årets Bedste TV-Program.

## Stjernereportere
I første sæson havde Mikael Bertelsen et hold kendte gæstereportere, der hver uge skulle fortælle den nyhed, som de syntes var den vigtigste netop på daværende tidspunkt.
Gæstereportere var:
- Søren Ryge Petersen
- Steffen Brandt
- Erik Clausen
- Poul Nesgaard
- Niels Hausgaard

## DVD'en
DVD'en indeholder 34 indslag, der er blevet vist igennem programmets levetid og det er således en slags "Best of". Der er bl.a. interview med Morten Messerschmidt[kilde mangler], der mener at Danmarks Radio er for venstreorienteret, Ulla Tørnæs, der mener at de unge er historieløse og Anders Fogh Rasmussen der sender skjulte budskaber i sine taler.